# Плещеєво (Сафоновський район)
Плещеєво (рос. Плещеево) — присілок Сафоновського району Смоленської області Росії. Входить до складу Вишегорського сільського поселення.
Населення — 28 осіб (2007 рік). 